# Svjetsko prvenstvo u plivanju 1978.
Svjetsko prvenstvo u plivanju 1978. odražano je od 20. do 28. kolovoza 1978. godine u njemačkom gradu Berlinu kao jedan od sastavnih dijelova III. svjetskog prvenstva u vodenim sportovima.

## Pojedinačna natjecanja

### Slobodni stil

#### 100 m slobodno
| Mjesto | Država      | Plivač           | Vrijeme |
| ------ | ----------- | ---------------- | ------- |
| 1.     | SAD         | David McCagg     |         |
| 2.     | SAD         | James Montgomery |         |
| 3.     | SR Njemačka | Klaus Steinbach  |         |

| Mjesto | Država                         | Plivačica      | Vrijeme (s) |
| ------ | ------------------------------ | -------------- | ----------- |
| 1.     | Njemačka Demokratska Republika | Barbara Krause |             |
| 2.     | Norveška                       | Lene Jenssen   |             |
| 3.     | SSSR                           | Larisa Tserewa |             |

#### 200 m slobodno
| Mjesto | Država | Plivač           | Vrijeme (min) |
| ------ | ------ | ---------------- | ------------- |
| 1.     | SAD    | Bill Forrester   |               |
| 2.     | SAD    | Rowdy Gaines     |               |
| 3.     | SSSR   | Sergei Kopliakow |               |

| Mjesto | Država                         | Plivačica        | Vrijeme (min) |
| ------ | ------------------------------ | ---------------- | ------------- |
| 1.     | SAD                            | Cynthia Woodhead |               |
| 2.     | Njemačka Demokratska Republika | Barbara Krause   |               |
| 3.     | SSSR                           | Larisa Tserewa   |               |

#### 400 m slobodno
| Mjesto | Država | Plivač             | Vrijeme |
| ------ | ------ | ------------------ | ------- |
| 1.     | SSSR   | Vladimir Salnjikov |         |
| 2.     | SAD    | Jeff Float         |         |
| 3.     | SAD    | Bill Forrester     |         |

| Mjesto | Država | Plivačica        | Vrijeme (min) |
| ------ | ------ | ---------------- | ------------- |
| 1.     | SAD    | Tracey Wickham   |               |
| 2.     | SAD    | Cynthia Woodhead |               |
| 3.     | SAD    | Kim Linehan      |               |

#### 1500 m + 800 m slobodno
| Mjesto | Država      | Plivač             | Vrijeme (min) |
| ------ | ----------- | ------------------ | ------------- |
| 1.     | SSSR        | Vladimir Salnjikov |               |
| 2.     | Jugoslavija | Borut Petrič       |               |
| 3.     | SAD         | Bobby Hackett      |               |

| Mjesto | Država | Plivačica        | Vrijeme (min) |
| ------ | ------ | ---------------- | ------------- |
| 1.     | SAD    | Tracey Wickham   |               |
| 2.     | SAD    | Cynthia Woodhead |               |
| 3.     | SAD    | Kim Linehan      |               |

### Leđni stil

#### 100 m leđno
| Mjesto | Država | Plivač         | Vrijeme (s) |
| ------ | ------ | -------------- | ----------- |
| 1.     | SAD    | Bob Jackson    |             |
| 2.     | SAD    | Peter Rocca    |             |
| 3.     | Brazil | Romulo Arantes |             |

| Mjesto | Država                         | Plivačica      | Vrijeme (min) |
| ------ | ------------------------------ | -------------- | ------------- |
| 1.     | SAD                            | Linda Jezek    |               |
| 2.     | Njemačka Demokratska Republika | Birgit Treiber |               |
| 3.     | Kanada                         | Cheryl Gibson  |               |

#### 200 m leđno
| Mjesto | Država      | Plivač           | Vrijeme (min) |
| ------ | ----------- | ---------------- | ------------- |
| 1.     | SAD         | Jesse Vassallo   |               |
| 2.     | Novi Zeland | Gary Hurring     |               |
| 3.     | Mađarska    | Zoltán Verrasztó |               |

| Mjesto | Država                         | Plivačica      | Vrijeme (min) |
| ------ | ------------------------------ | -------------- | ------------- |
| 1.     | SAD                            | Linda Jezek    |               |
| 2.     | Njemačka Demokratska Republika | Birgit Treiber |               |
| 3.     | Kanada                         | Cheryl Gibson  |               |

### Prsni stil

#### 100 m prsno
| Mjesto | Država      | Plivač        | Vrijeme (min) |
| ------ | ----------- | ------------- | ------------- |
| 1.     | SR Njemačka | Walter Kusch  |               |
| 2.     | Kanada      | Graham Smith  |               |
| 3.     | SR Njemačka | Gerald Mörken |               |

| Mjesto | Država                 | Plivačica       | Vrijeme (min) |
| ------ | ---------------------- | --------------- | ------------- |
| 1.     | SSSR                   | Julia Bogdanova |               |
| 2.     | SAD                    | Tracy Caulkins  |               |
| 3.     | Ujedinjeno Kraljevstvo | Margaret Kelly  |               |

#### 200 m prsno
| Mjesto | Država      | Plivač         | Vrijeme (min) |
| ------ | ----------- | -------------- | ------------- |
| 1.     | SAD         | Nick Nevid     |               |
| 2.     | SSSR        | Arsen Miskarow |               |
| 3.     | SR Njemačka | Walter Kusch   |               |

| Mjesto | Država | Plivačica        | Vrijeme (min) |
| ------ | ------ | ---------------- | ------------- |
| 1.     | SSSR   | Lina Kačiušytė   |               |
| 2.     | SSSR   | Julia Bogdanova  |               |
| 3.     | Danska | Susanne Nielsson |               |

### Leptir stil

#### 100 m leptir
| Mjesto | Država  | Plivač         | Vrijeme (s) |
| ------ | ------- | -------------- | ----------- |
| 1.     | SAD     | Joe Bottom     |             |
| 2.     | SAD     | Greg Jagenburg |             |
| 3.     | Švedska | Pär Arvidsson  |             |

| Mjesto | Država                         | Plivačica       | Vrijeme (s) |
| ------ | ------------------------------ | --------------- | ----------- |
| 1.     | SAD                            | Joan Pennington |             |
| 2.     | Njemačka Demokratska Republika | Andrea Pollack  |             |
| 3.     | Kanada                         | Wendy Quirk     |             |

#### 200 m leptir
| Mjesto | Država                         | Plivač       | Vrijeme (min) |
| ------ | ------------------------------ | ------------ | ------------- |
| 1.     | SAD                            | Mike Bruner  |               |
| 2.     | SAD                            | Steven Gregg |               |
| 3.     | Njemačka Demokratska Republika | Roger Pyttel |               |

| Mjesto | Država                         | Plivačica      | Vrijeme (min) |
| ------ | ------------------------------ | -------------- | ------------- |
| 1.     | SAD                            | Tracy Caulkins |               |
| 2.     | SAD                            | Nancy Hogshead |               |
| 3.     | Njemačka Demokratska Republika | Andrea Pollack |               |

### Mješovito

#### 200 m mješovito
| Mjesto | Država | Plivač              | Vrijeme (min) |
| ------ | ------ | ------------------- | ------------- |
| 1.     | Kanada | Graham Smith        |               |
| 2.     | SAD    | Jesse Vassallo      |               |
| 3.     | SSSR   | Aleksandr Sidorenko |               |

| Mjesto | Država                         | Plivačica       | Vrijeme (min) |
| ------ | ------------------------------ | --------------- | ------------- |
| 1.     | SAD                            | Tracy Caulkins  |               |
| 2.     | SAD                            | Joan Pennington |               |
| 3.     | Njemačka Demokratska Republika | Ulrike Tauber   |               |

#### 400 m mješovito
| Mjesto | Država   | Plivač          | Vrijeme (min) |
| ------ | -------- | --------------- | ------------- |
| 1.     | SAD      | Jesse Vassallo  |               |
| 2.     | SSSR     | Sergei Fesenko  |               |
| 3.     | Mađarska | András Hargitay |               |

| Mjesto | Država                         | Plivačica       | Vrijeme (min) |
| ------ | ------------------------------ | --------------- | ------------- |
| 1.     | SAD                            | Tracy Caulkins  |               |
| 2.     | Njemačka Demokratska Republika | Ulrike Tauber   |               |
| 3.     | Njemačka Demokratska Republika | Petra Schneider |               |

## Štafetna natjecanja

### 4x100 m slobodno
| Mjesto | Država      | Plivači                                                    | Vrijeme (min) |
| ------ | ----------- | ---------------------------------------------------------- | ------------- |
| 1.     | SAD         | Jack Babashoff Rowdy Gaines James Montgomery David McCagg  |               |
| 2.     | SR Njemačka | Andreas Schmidt Ulrich Temps Peter Knust Klaus Steinbach   |               |
| 3.     | Švedska     | Per Holmertz Dan Larsson Per-Ola Quist Per-Alvar Magnusson |               |

| Mjesto | Država                         | Plivačice                                                     | Vrijeme (min) |
| ------ | ------------------------------ | ------------------------------------------------------------- | ------------- |
| 1.     | SAD                            | Tracy Caulkins Stephanie Elkins Jill Sterkel Cynthia Woodhead |               |
| 2.     | Njemačka Demokratska Republika | Heike Witt Caren Metschuck Barbara Krause Petra Priemer       |               |
| 3.     | Kanada                         | Gail Amundrud Nancy Garapick Sue Sloan Wendy Quirk            |               |

### 4x200 m slobodno
| Muškarci - 4x200 m slobodno \| Mjesto \| Država \| Plivači \| Vrijeme (min) \| \| ------ \| ----------- \| -------------------------------------------------------------- \| ------------- \| \| 1. \| SAD \| Bruce Furniss Bill Forrester Bobby Hackett Rowdy Gaines \| \| \| 2. \| SSSR \| Sergey Rusin Andrei Krylow Vladimir Salnjikov Sergei Kopliakow \| \| \| 3. \| SR Njemačka \| Andreas Schmidt Peter Knust Karsken Lippmann Frank Wennmann \| \| | Žene - 4x200 m slobodno Utrka nije bila u programu natjecanja. |                                                                |               |
| Mjesto | Država                                                         | Plivači                                                        | Vrijeme (min) |
| 1. | SAD                                                            | Bruce Furniss Bill Forrester Bobby Hackett Rowdy Gaines        |               |
| 2. | SSSR                                                           | Sergey Rusin Andrei Krylow Vladimir Salnjikov Sergei Kopliakow |               |
| 3. | SR Njemačka                                                    | Andreas Schmidt Peter Knust Karsken Lippmann Frank Wennmann    |               |

### 4x100 m mješovito
| Mjesto | Država                 | Plivači                                                    | Vrijeme (min) |
| ------ | ---------------------- | ---------------------------------------------------------- | ------------- |
| 1.     | SAD                    | Bob Jackson Nick Nevid Joe Bottom David McCagg             |               |
| 2.     | SR Njemačka            | Klaus Steinbach Walter Kusch Michael Kraus Andreas Schmidt |               |
| 3.     | Ujedinjeno Kraljevstvo | Gary Abraham Duncan Goodhew John Mills Martin Smith        |               |

| Mjesto | Država                         | Plivačice                                                    | Vrijeme (min) |
| ------ | ------------------------------ | ------------------------------------------------------------ | ------------- |
| 1.     | SAD                            | Linda Jezek Tracy Caulkins Joan Pennington Cynthia Woodhead  |               |
| 2.     | Njemačka Demokratska Republika | Birgit Treiber Ramona Reinke Andrea Pollack Barbara Krause   |               |
| 3.     | SSSR                           | Elena Kruglowa Julia Bogdanowa Irina Aksenowa Larisa Tserewa |               |